# Relações entre Libéria e Serra Leoa
As relações entre Libéria e Serra Leoa referem-se às relações históricas e atuais entre a Libéria e a Serra Leoa. Os dois países assinaram um pacto de não agressão em 2007, quando o presidente da Serra Leoa Ernest Bai Koroma assumiu o cargo. Em janeiro de 2011, um diplomata africano descreveu as relações como "cordiais".

## Repatriações de ex-escravos
Ambos os estados foram destinos para os ex-escravos das Américas, bem como pessoas resgatadas pela Marinha britânica de navios escravos no caminho para as Américas. Aqueles que foram reassentados em ambos os territórios tornaram-se conhecidos como povo Krio e américo-liberianos, respectivamente, e posteriormente formariam as elites locais de ambos os países. A Libéria tornou-se independente em 1847, enquanto a Serra Leoa permaneceu colônia do Reino Unido até 1961.

## Relações sob Doe e Taylor
As relações foram tensas entre a Libéria e seus vizinhos, incluindo a Serra Leoa, durante as presidências de Samuel Doe e Charles McArthur Ghankay Taylor. Em 1983, o general liberiano Thomas Quiwonkpa fugiu para a Serra Leoa depois de ter sido acusado de tentar um golpe de Estado. Sob Charles McArthur Ghankay Taylor, as Forças Armadas da Serra Leoa entraram em confronto com as Forças Armadas da Libéria, o que deixariam várias pessoas mortas.
Durante as sessões do Tribunal Especial para Serra Leoa, os promotores alegaram que Charles McArthur Ghankay Taylor teria participado ativamente dirigindo da Libéria as estratégias da Frente Revolucionária Unida, um grupo rebelde na Serra Leoa; entre as alegações estava aquela em que ele havia organizado o transporte dos comandantes do RUF a Monróvia para se encontrar pessoalmente com eles.

## Refugiados e relações no pós-guerra
A Serra Leoa foi o destino de mais de 40 mil refugiados liberianos que fugiram durante a Primeira e a Segunda Guerra Civil. Foram instalados oito acampamentos no distrito de Kenema na Serra Leoa, em sua Província do Leste. Após o fim das guerras, uma campanha de repatriamento foi iniciada pelo Alto Comissariado das Nações Unidas para os Refugiados (ACNUR) para retornar os liberianos em casa. Em vez de retornar à Libéria, vários milhares de refugiados optaram por integrar-se às comunidades da Serra Leoa. Em junho de 2007, Bo Waterside, uma passagem de fronteira, foi reaberta. Esta fechou em 1990, depois que Charles McArthur Ghankay Taylor invadiu a Libéria e assumiu o governo liberiano. Foi anunciado pela Libéria como um sinal da melhoria das relações e um impulso para o comércio bilateral, uma vez que encurtava a distância de viagem entre Monróvia e Freetown.